# Karl Eschlböck
Karl Eschlböck (* 1940; † 8. Dezember 2018 in Salzburg) war ein österreichischer Koch, der im Jahre 1980 von Gault-Millau zum ersten Drei-Hauben-Koch Österreichs ernannt wurde. Eschlböcks Restaurant wurde als einer der ersten Köche Österreichs mit einem Michelinstern ausgezeichnet.

## Leben
Karl Eschlböck wuchs in bescheidenen Verhältnissen in Wien auf und absolvierte eine Lehre als Koch. Er kochte unter anderem im Hotel Sacher in Wien und beim Jahrhundert-Koch Paul Bocuse. In den 1970er Jahren arbeitete er als Koch im Hotel-Restaurant seiner Mutter Mein Plomberg am Mondsee in St. Lorenz, Ortsteil Plomberg. Als 1973 seine Mutter starb, übernahm er die Gastronomie und baute sie von einem Landgasthof zu einem Gourmetrestaurant aus.
Er bildete er sich auch im Ausland weiter und reiste in die Vereinigten Staaten, wo er unter anderem im Regency Club in Los Angeles kochte. Weitere Stationen führten ihn zu diversen Häusern in Deutschland und nach Beirut. Seine ehemalige Wirkungsstätte in St. Lorenz wurde um das Jahr 2010 vom Punschfabrikanten Peter Treml aufgekauft, der das 11.000 Quadratmeter große Anwesen in weiterer Folge renovieren ließ und neben einem Punsch-Shop auch das Restaurant wiedereröffnete.
Einige seiner Schüler wurden selbst Sterneköche; so Christian Grainer. Eschlböck, der als Wegbereiter für die heimische Spitzengastronomie galt, setzte  auf Regionalität und besorgte die von ihm verwendeten Lebensmittel  von Bauern aus der Region. 
Nachdem er in den Ruhestand gegangen war, trat er nur mehr vereinzelt als Koch in Erscheinung. Seine letzte Station war etwa als Gastkoch bei seinem Freund Rudolf „Purzl“ Klingohr im Salettl bei den Interspot-Filmstudios in Wien. Nach seiner Pensionierung begann Eschlböck ein Studium in Ernährungswissenschaften. Moderner Küche, wie etwa der Molekularküche, stand Eschlböck, der im Alter zum Zyniker geworden war, kritisch gegenüber. Er war mit Sepp Forcher befreundet, der ihn in seinem 2018 erschienenen Buch Das Salz in der Suppe – Vom großen Wert der kleinen Dinge erwähnte.
Am 8. Dezember 2018 starb Eschlböck im Alter von 78 Jahren nach neunmonatiger schwerer Krankheit in Salzburg. Sein Bruder ist der Sportkommentator Michael Eschlböck.